# Dilophus hirsutus
Dilophus hirsutus är en tvåvingeart som beskrevs av Hardy 1965. Dilophus hirsutus ingår i släktet Dilophus och familjen hårmyggor.
Artens utbredningsområde är Nepal. Inga underarter finns listade i Catalogue of Life.